# شهيد سعيد
شهيد سعيد (6 يناير 1966 بلاهور في باكستان - ) هو لاعب كريكت باكستاني. شارك مع منتخب باكستان للكريكت.

## وصلات خارجية
- شهيد سعيد على موقع إي آس بي آن كريك إنفو (الإنجليزية)